# Delicatessen (1991.)
Delicatessen  je francuska komedija redatelja Jean-Pierre Jeuneta iz 1991. godine.

## Radnja
Delicatessen je crna komedija u kojem je radnja odigrava u siromašnoj budućnosti s velikom nestašicom živežnih namirnica. Film govori o mesaru Clapetu i iznajmljenoj zgradi u kojoj se nalazi mesnica Delicatessen. Clapet zapošljava pomoćnike kojo nestaju poslije nekog vremena. U toj zgradi nikada ne vlada nestašica mesa...

## Vanjske poveznice
- Delicatessen u internetskoj bazi filmova IMDb-a